# Enrico I d'Avaugour
Enrico, d'Avaugour o di Penthièvre (in francese Henri II d'Avaugour; 1205 – 1281), è stato un nobile francese bretone, che fu conte di Penthièvre dal 1212 al 1230.

## Origine
Enrico, secondo il documento n° LXXIX del Recueil d´actes inédites des ducs et princes de Bretagne, era il figlio primogenito del conte di Penthièvre, Alano I e di Adelaide ( † 13 ottobre 1216), di cui non si conoscono gli ascendenti.
Alano I, secondo la Anciens évêchés de Bretagne histoire et monum. par J. Geslin de Bourgogne, Volume 4, era il figlio secondogenito del conte di Tréguier et de Guingamp, Enrico e della moglie (come risulta dalle Mémoires pour servir de preuves à l´histoire ecclésiastique et civile de Bretagne, Tome I), Matilde (1130 circa - 1214), figlia del conte di Vendôme, Giovanni I (Mathildem filiam Johannis Vindocin. comitis), e, secondo il Ex Fragmentis Chronicorum Comitum Pictaviæ, Ducum Aquitaniæ, di Berta du Puy-du-Fou.

## Biografia
In data imprecisata (alcuni storici fanno riferimento al 1077, ultimo anno in cui si firma come conte, altri invece in anni successivi), secondo la Genealogia Comitum Richemundiæ post conquestum Angliæ, il conte di Penthièvre, Goffredo Boterel III, cugino di suo padre, cedette tutti i suoi domini ed i suoi titoli a suo padre, Alano I, col consenso della sorella, Edi e dei suoi figli. Questo avvenimento viene confermato anche nelle Mémoires pour servir de preuves à l´histoire ecclésiastique et civile de Bretagne, Tome I, che ricordano che Alano per questi domini andò a rendere omaggio al re di Francia, Filippo Augusto.
Nel 1209, suo padre, Alano, secondo le Mémoires pour servir de preuves à l´histoire ecclésiastique et civile de Bretagne, Tome I, stipulò un trattato col reggente del ducato di Bretagna, Guy de Thouars che prevedeva il fidanzamento del suo figlio primogenito, Enrico, con la figlia di Guido, la duchessa di bretagna, Alice. Alice (1201-1221), secondo la Chronica Albrici Monachi Trium Fontium era la figlia della duchessa di Bretagna, Constanza (1166-1201) e del suo terzo marito, Guy de Thouars( † 1213), ed era succeduta al fratellastro, Arturo I (1187-1203).
In quello stesso anno, Alano, secondo il documento n° LXXIX del Recueil d´actes inédites des ducs et princes de Bretagne, come padre del futuro duca di Bretagna, scrisse una lettera di conferma dei suoi titoli e domini ad Andrea Vitreio.
Suo padre, Alano, nel 1211, secondo il documento n° XIX della Anciens évêchés de Bretagne histoire et monum. par J. Geslin de Bourgogne, Volume 3, confermò una donazione all'abbazia di Sainte-Marie-de-Boquen, col consenso dei propri figli, Enrico e Goffredo.
Suo padre, Alano, morì nel 1212; la morte di Alano, viene riportata sia dal Ex Chronico Britannico Altero che lo ricorda col titolo di conte, figlio di Enrico di Penthièvre (Alanus Comes, filius Henrici comitis), sia dal Ex Chronico Savigniacensis Monasterii che precisa che morì addirittura il primo gennaio successivo (Obiit Alanus comes de Goilou, filius Henrici comitis, kalendis januarii).
Enrico, ancora minorenne (aveva circa otto anni) gli succedette nel titolo di conte di Penthièvre, sotto la reggenza dello zio (il fratello di suo padre) Geslin, che rimase il suo tutore sino al 1222 circa.
Nel 1214, Enrico rimase solo conte titolare, perché fu espropriato del contado da Pietro de Dreux (1191-1250), duca consorte di Bretagna, che aveva sposato, Alice di Thouars.
Verso il 1220, Enrico sposò Margherita di Mayenne ( † 1264), figlia di Juhael III, Signore di Mayenne e di sua moglie, Gervasia de Vitré, Signora di Dinan, come ci viene confermato dal documento n° CXXXIII della Anciens évêchés de Bretagne histoire et monum. par J. Geslin de Bourgogne, Volume 3, del 1241.
Col documento n° LXVI, del 1224, Enrico ratificò una donazione all'abbazia di Notre-Dame-de-Beauport.
Secondo il documento nº 260 del Cartoulaire general de Morbihan, nel 1229, Enrico con la moglie Margherita e la suocera, Gervasia de Vitré, fecero una donazione in suffragio dell'anima di Goffredo, secondo marito di Gervasia.
Nel 1230, Enrico perse definitivamente il titolo di conte di Penthièvre, che passò al reggente del ducato di Bretagna, Pietro de Dreux, ma mantenne la signoria di Goëlo (corrispondente all'incirca all'odierna Diocesi di Saint-Brieuc).
Secondo il documento nº 2135, datato 1231, del Layettes du Trésor des Chartes, Tome II, Enrico conferma la sua lealtà al re di Francia, Luigi IX, per tutti i suoi domini, confermando di lasciare due figli in ostaggio.
Ancora secondo il documento nº 2253, datato 1233, del Layettes du Trésor des Chartes, Tome II, Enrico certifica una proprietà concessa alui e alla moglie, Margherita dal re di Francia, Luigi IX.
Nel 1237, secondo il documento n° CXVII della Anciens évêchés de Bretagne histoire et monum. par J. Geslin de Bourgogne, Volume 3, la moglie Margherita fece una donazione di una proprietà di sua madre, Gervasia, all'abbazia di S.-Aubin-des-Bois, col consenso dei figli, Alano e Juhael.
Enrico rimase vedovo nel 1267 circa: il nècrologe de Beauport riferisce della morte, il 15 gennaio (XVIII Kal. Feb.), della signora Margherita (domine Margarite uxoris domini Henrici d´Avalgor).
Nel marzo del 1268, Enrico (Henricus de Avaugor dominus Goloye, miles), secondo il documento n° XL della Anciens évêchés de Bretagne histoire et monum. par J. Geslin de Bourgogne, Volume 4, fece una donazione al Priorato di S.-Magloire de Léhon, nello stesso giorno in cui si faceva monaco (in ordinem Fratrum Monorum).
Enrico morì, nel 1281; il nècrologe de Beauport riferisce della morte, il 23 febbraio (VII Kal. Mar.), di Enrico d'Avaugour, signore di Goëlo e Meduane (Henrici d´Avalgor domini Goloie et de Meduana), nel convento di Dinan, dove fu sepolto (apud Dinannum in conventu Fratrum Minorem).

## Discendenza
Enrico da Margherita ebbe sei figli:
- Alano[19][21] (prima del 1230 - 1267 circa), Barone di Mayenne, Visconte di Dinan
- Juhael[19][21] (prima del 1231 - † ?), Signore di Kergrois, che sposò Caterina di Léhon
- Enrico, signore di Goëlo[15]
- Goffredo, citato come Goffredo d’Avaugour in una transazione col nipote Enrico, signore di Goëlo e Meduane, in un documento delle Mémoires pour servir de preuves à l´histoire ecclésiastique et civile de Bretagne, Tome I[26]
- Maria[15]
- Giovanna, la cui morte viene riportata nel nècrologe de Beauport (domine Johanne d´Avalgor, filie Henrici)[27].

### Fonti primarie
- (LA)  Monumenta Germaniae Historica, Scriptores, tomus XXIII.
- (LA)  Recueil d´actes inédites des ducs et princes de Bretagne.
- (LA)  Cartoulaire general de Morbihan.
- (LA)  Layettes du Trésor des Chartes, Tome II.
- (LA)  Mémoires pour servir de preuves à l´histoire ecclésiastique et civile de Bretagne, Tome I.
- (LA)  Anciens évêchés de Bretagne histoire et monum. par J. Geslin de Bourgogne, Volume 3.
- (LA)  Anciens évêchés de Bretagne histoire et monum. par J. Geslin de Bourgogne, Volume 4.
- (LA)  Rerum Gallicarum et Francicarum Scriptores, tomus XII.
- (LA)  Rerum Gallicarum et Francicarum Scriptores, tomus XVIII.

### Letteratura storiografica
- Louis Halphen, "La Francia dell'XI secolo", cap. XXIV, vol. II (L'espansione islamica e la nascita dell'Europa feudale) della Storia del Mondo Medievale, 1999, pp. 770–806.
- William John Corbett, "L'evoluzione del ducato di Normandia e la conquista normanna dell'inghilterra", cap. I, vol. VI (Declino dell'impero e del papato e sviluppo degli stati nazionali) della Storia del Mondo Medievale, 1999, pp. 5–55.
- William John Corbett, "Inghilterra 1087 - 1154", cap. II, vol. VI (Declino dell'impero e del papato e sviluppo degli stati nazionali) della Storia del Mondo Medievale, 1999, pp. 56–98.
- (FR)  Mémoires pour servir de preuves à l´histoire ecclésiastique et civile de Bretagne, Tome I.
- (FR)  Recueil d´actes inédites des ducs et princes de Bretagne.
- (FR)  Anciens évêchés de Bretagne histoire et monum. par J. Geslin de Bourgogne, Volume 4.